# 2022-es WTA Finals
A WTA Finals 2022 a WTA által évente megrendezett, világbajnokságnak is nevezett tenisztorna, amelyen az aktuális WTA-világranglista első nyolc helyezettje vehet részt. A torna a versenyévad záró eseménye, amelyet 1972 óta rendeznek meg. Egyéniben ez az 51. verseny volt, míg a párosok ebben az évben 46. alkalommal mérkőztek. Az eseményt 2021-ben a koronavírus-járvány miatt nem az eredeti helyszínen, a kínai Sencsenben rendezték meg, hanem helyette a mexikói Guadalajara vállalta a rendezést. Mivel a WTA 2022-től minden kínai versenytől elvette a rendezés jogát, a 2022-es tornának az amerikai Fort Worth adott otthont.
Oroszország és Fehéroroszország versenyzői az országuk ellen életbe léptetett szankciók miatt csak saját nevükben indulhatnak a tornákon, az ország feltüntetése nélkül.
A tornára az egyéni világranglista első nyolc helyezettje, valamint a páros világranglista első nyolc párja szerezhetett kvalifikációt, sérülés vagy egyéb okból távolmaradás esetén a ranglista következő helyezettje kapott volna jogot a részvételre. A győztes a jelentős pénzdíjazás mellett egyéniben a Billie Jean King-trófeát, párosban a Martina Navratilova-trófeát kapja.
2022-ben a torna összdíjazása 5 000 000 amerikai dollár volt, amely megegyezett az előző évi díjazás mértékével.
A 2022-es tornán a mezőny fele – Unsz Dzsábir, Jessica Pegula, Cori Gauff és Darja Kaszatkina – először vett részt egyéniben az év végi világbajnokságon, és a másik négy versenyző is csak második alkalommal jutott el idáig. Cori Gauff és Jessica Pegula mind egyéniben mind párosban (ez utóbbiban együtt) kvalifikálta magát a tornára.
A címvédő egyéniben a spanyol Garbiñe Muguruza volt, aki a 2021. évi döntőben 6–3, 7–5 arányban győzött az észt Anett Kontaveit ellen. Ebben az évben azonban egyikőjüknek sem sikerült a világranglistán az első nyolc között végezni, így nem szereztek kvalifikációt a tornára. Egyéniben a győzelmet a francia Caroline Garcia szerezte meg, miután a döntőben 7–6(4), 6–4 arányban győzött a világelső és nagy esélyes Iga Świąteket az elődöntőben legyőző Arina Szabalenka ellen.
A párosok versenyén a címvédő a cseh Barbora Krejčíková–Kateřina Siniaková páros, akik a 2021-es döntőben 6–3, 6–4-re nyertek a tajvani Hszie Su-vej és a belga Elise Mertens páros ellen. A címvédő páros ebben az évben is első kiemeltként indult a tornán. A győzelmet ebben az évben Veronyika Kugyermetova és Elise Mertens párosa szerezte meg, miután a döntőben 6–2, 4–6, [11–9] arányban legyőzték a címvédő cseh párost.

## A kvalifikáció
Az egyéni versenyre az a nyolc játékos szerezhetett indulási jogot, aki az adott versenyév folyamán a WTA pontversenyén az előzetesen meghatározott 16 tornát figyelembe véve a legtöbb pontot szerezte. A 16 tornába az alábbiak számítottak bele: a négy Grand Slam-torna, a négy kötelező WTA1000 torna, az öt nem kötelező WTA1000 torna közül a két legjobb eredmény, valamint a többi versenyen szerzett pontok közül a hat legjobb. Ennek az úgynevezett race pontversenynek a győztese ebben az évben a lengyel Iga Świątek lett, ő az egyéni verseny első kiemeltje.
A páros versenyen az év során az adott pár által elért 11 legjobb eredményt vették figyelembe. Az egyéni kvalifikáció szabályaival ellentétben a párosoknál nem volt kötelező sem a Grand Slam-tornák, sem a WTA1000 versenyek beszámítása.

## A lebonyolítás formája
Az egyéni versenyen a nyolc résztvevőt két négyes csoportba sorsolják, ahol körmérkőzést játszanak egymással. A csoportok első két helyezettje jut az elődöntőbe. Az elődöntőben a csoportelsők a másik csoport második helyezettjével játszanak a döntőbe jutásért. A döntőt a két elődöntő győztese vívja. A párosok versenye ugyanabban a formában zajlik, mint az egyéni verseny.
A helyezések eldöntése a körmérkőzéses szakaszban
Az első két helyet érintő helyezések az alábbiak figyelembevételével dőlnek el:
- 1. Három játékos holtversenye esetén az a játékos, aki nem játszott mindhárom meccsen, az kiesik a döntésből.
- 2. A holtversenyben levők esetében a megnyert szettek magasabb százaléka dönt.
- 3. Ha ez is egyenlő, akkor a megnyert meccsek magasabb százaléka dönt.

## A díjalap és a ranglistapontok
A 2022. évi WTA Finals díjalapja 5 000 000 amerikai dollár. A díjalap elosztását, valamint a versenyen szerezhető pontokat a táblázat mutatja.
| Eredmény                               | Egyéni           | Páros         | Pontok   |
| -------------------------------------- | ---------------- | ------------- | -------- |
| Győztes                                | KM1 + $1,240,000 | KM + $250,000 | KM + 750 |
| Döntős                                 | KM + $420,000    | KM + $80,000  | KM + 330 |
| Elődöntős                              | KM + $30,000     | KM + $5,000   | KM       |
| Körmérkőzéses szakaszban győzelmenként | +$110,000        | +$20,000      | +250     |
| Körmérkőzéses szakaszban vereségenként | ---              | ---           | +125     |

- 1 KM – a körmérkőzések során szerzett díjakat, illetve pontokat jelzi.

A bajnok veretlenség esetén egyéniben 1500 pontot és 1 680 000 dollárt, párosban ugyanennyi pontot és 360 000 dollárt kap.

## Egyéni

### Kvalifikációt szerzett versenyzők
| # | Versenyző        | Pont  | Kvalifikáció dátuma |
| - | ---------------- | ----- | ------------------- |
| 1 | Iga Świątek      | 10335 | szeptember 12.      |
| 2 | Unsz Dzsábir     | 4555  | szeptember 12.      |
| 3 | Jessica Pegula   | 4316  | október 13.         |
| 4 | Cori Gauff       | 3271  | október 19.         |
| 5 | María Szákari    | 3121  | október 21.         |
| 6 | Caroline Garcia  | 3000  | október 19.         |
| 7 | Arina Szabalenka | 2970  | október 20.         |
| 8 | Darja Kaszatkina | 2935  | október 20.         |

Iga Świątek 2022-ben az Adelaide-i tornán és az Australian Openen az elődöntőbe került, majd első bajnoki címét Dohában szerezte három Top10-es játékos, Arina Szabalenka, María Szákari és Anett Kontaveit legyőzésével. Ezt követően egymás után megnyerte Indian Wellst és Miamit. Amikor 2022 márciusában a világelső Ashleigh Barty visszavonult, a világranglista élére került.
Győzelmi sorozatát Stuttgartban és Rómában folytatta, majd megszerezte második Grand Slam-bajnoki címét a Roland Garroson. Veretlenségi sorozata 37 zsinórban nyert meccs és hat cím után Wimbledonban ért véget. A nyár folyamán néhány gyengébben sikerült tornát követően Świątek megszerezte harmadik Grand Slam-bajnoki címét a US Openen, ahol többek között Jessica Pegulát, Arina Szabalenkát és Unsz Dzsábirt győzte le. A döntőbe jutott Ostravában, majd San Diegóban megnyerte a tornát.
Unsz Dzsábir az első tunéziai játékos, az első arab, és első észak-afrikai nő, aki bejutott az év végi világbajnokság, a WTA Finals versenyébe. A 2022-es idényt Sydneyben kezdte, de hátsérülése miatt visszalépett az Anett Kontaveit elleni mérkőzéstől, Dubaiig távol maradt minden versenytől. Charlestonban döntőbe jutott, a fináléban Belinda Bencic ellen szenvedett vereséget. Stuttgartban Paula Badosa ellen szoros mérkőzésen kapott ki, majd ő lett az első arab és afrikai nő, aki megnyert egy WTA 1000-es tornát Madridban, ahol legyőzte Belinda Bencicet, Simona Halepet és Jessica Pegulát is. Ezután döntőbe jutott Rómában, egy másik WTA1000-es versenyen, ahol legyőzte María Szákarit és Darja Kaszatkinát, majd a döntőben vereséget Iga Świątektől szenvedett vereséget. A Roland Garroson meglepetésre az első körben búcsúzni kényszerült.
Harmadik tornagyőzelmét Berlinben szerezte, majd Wimbledonban első afrikai és arab nőként bejutott egy Grand Slam-döntőbe, amelyet Jelena Ribakina ellen elveszített. A US Openen Veronyika Kugyermetovát és Caroline Garciát legyőzve jutott második Grand Slam-döntőjébe, ahol vereséget szenvedett Iga Świątek ellen.
Jessica Pegula bejutott az Australian Open negyeddöntőjébe, ahol a későbbi bajnok Ashleigh Barty ütötte el továbbjutástól. Bejutott a Miami torna elődöntőjébe, ahol Iga Świątek ellen kapott ki, majd a madridi döntőben Unsz Dzsábirtól, Rómában pedig Arina Szabalenkától szenvedett vereséget. Bejutott a Roland Garros negyeddöntőjébe, ismét vereséget szenvedve Iga Świątektől. Wimbledonban a harmadik körig jutott.
Folyamatosan játszott az észak-amerikai tornákon, három végső bajnokkal szemben veszített: Simona Halep ellen a torontói elődöntőben, Caroline Garciától a Cincinnati tornán és Iga Świątektől a US Open negyeddöntőjében. Ismét Iga Świątekkel szemben veszített a San Diego-i elődöntőben, majd ezt követően megnyerte első WTA 1000 tornáját Guadalajarában, egymás után legyőzve Jelena Ribakint, Bianca Andreescut, Sloane Stephenst, Viktorija Azarankát és María Szákarit. Ő és Cori Gauff mind egyesben, mind párosban bejutott a legjobb nyolc közé, sőt párosban együtt játszanak.
Cori Gauff Marija Sarapova óta a legsikeresebb tinédzser lett a 2022-es szezonban. Bejutott az adelaide-i elődöntőbe, majd Dohában a negyeddöntőbe, legyőzve Caroline Garciát és Paula Badosát, de kikapott María Szákaritól. Első Grand Slam-döntőjét játszotta a Roland Garroson, ahol ismét csak Iga Świątek tudta megállítani.
Bejutott a berlini elődöntőbe, a San José-i negyeddöntőbe és a torontói negyeddöntőbe. A US Openen is a negyeddöntőig jutott, ahol Caroline Garciától szenvedett vereséget, később San Diego negyeddöntőjében Iga Świątektől, Guadalajara negyeddöntőjében pedig Viktorja Azarankától kapott ki. Egész éves egyenletesen jó teljesítménye ellenére 2022-ben nem nyert tornát.
Ő és Jessica Pegula mind egyéniben, mind párosban bejutott a legjobb nyolc közé.
María Szákari sikeresen kezdte az évet, bejutott az Australian Open negyedik fordulójába. Döntőt játszott Szentpéterváron, ahol Anett Kontaveittől kapott ki, majd bejutott a dohai elődöntőbe, illetve az Indian Wells-i döntőbe, mindkét esetben Iga Świątek ellen veszített. Negyeddöntős volt Rómában és Nottinghamben, majd elődöntős Berlinben.
A nyári közepes eredmények után bejutott a pármai döntőbe, ahol Mayar Sheriftől szenvedett vereséget, Guadalajarában WTA1000-es torna döntőjébe jutott, amelyet Jessica Pegula ellen veszített el. 2022-ben nem nyert címet.
Caroline Garcia Sydneyben bejutott a negyeddöntőbe, de a Melbourne-ben és az Australian Openen az első körben vereséget szenvedett. Elődöntős volt Lyonban, ahol Csang Suaj győzte le. Bad Homburgban megnyerte a tornát, a címhez vezető úton Alizé Cornet-t és Bianca Andreescut győzve le, és bejutott a wimbledoni teniszbajnokság negyedik fordulójába. A nyári szezont a lausanne-i elődöntőbe és a palermói negyeddöntőbe jutással zárta, majd Varsóban megnyerte a tornát, legyőzve a világelső Iga Świąteket.
Cincinnatiben María Szákarit, Jessica Pegulát, Arina Szabalenkát és Petra Kvitovát legyőzve nyerte a tornát, majd a US Openen is bejutott az elődöntőbe.
Arina Szabalenka Az Australian Openen a negyedik fordulóig jutott. Doha negyeddöntőjébe jutva, vereséget szenvedett Iga Świątektől, és korán kikapott Indian Wellsben és Miamiban is. Stuttgartban legyőzte Bianca Andreescut, Anett Kontaveitet és Paula Badosát, a döntőben Iga Świątek ellen szenvedett vereséget. Róma elődöntőjében is Świątek állította meg. A Roland Garroson a harmadik fordulóig jutott.
A 's-Hertogenbosch-i tornán döntőt játszott, majd Wimbledonban nem vehetett részt. Bejutott Cincinnati elődöntőjébe, és a US Open elődöntőjébe is, ahol 2022-ben negyedszer szenvedett vereséget a későbbi bajnoktól, Iga Świątektől. Legközelebb San Diego negyeddöntőjében, Guadalajarában pedig az első körben veszített. Az egész éves kiegyensúlyozott teljesítménye ellenére Szabalenka 2022-ben nem nyert címet.
Darja Kaszatkina sikeresen kezdte az évet, Melbourne-ben és Sydneyben az elődöntőig jutott. Három korai vereséget szenvedett el az Australian Openen, Dubajban és Dohában, mindegyiket Iga Świątek ellen, valamint ugyancsak korán búcsúzott a tornától Indian Wellsben és Miamiban is. Jól teljesített ugyanakkor Charlestonban és Madridban, Rómában pedig bejutott az elődöntőbe. Első Grand Slam-elődöntőjét játszhatta a Roland Garroson, ahol legyőzte Camila Giorgit és Veronyika Kugyermetovát, majd ismét Iga Świątek ellen szenvedett vereséget. Berlinben a negyeddöntőbe jutott, ahol María Szákaritól kapott ki, és negyeddöntős volt Bad Homburgban is.
A 2022-es szezonban első címét San Joséban nyerte, legyőzve Jelena Ribakinát, Arina Szabalenkát és Paula Badosát. A Torontóban és Cincinnatiban elszenvedett korai vereségek után Granbyben ismét tornát nyert.
A tartalékok: Veronyika Kugyermetova és Madison Keys.
Másodszor kvalifikálta magát az évvégi világbajnokságra Iga Świątek, María Szákari, Arina Szabalenka és Carline Garcia; míg első alkalommal vehet részt a tornán Unsz Dzsábir, Jessica Pegula, Cori Gauff és Darja Kaszatkina.
- Iga Świątek világelső, az év során nyolc tornagyőzelmet aratott, közte két Grand Slam-tornán végzett az élen.
- Unsz Dzsábir az első tunéziai teniszező, aki WTA1000-es tornát nyert, és 2022-ben két Grand Slam-döntőbe is bejutott.
- Jessica Pegula három Grand Slamen jutott negyeddöntőbe, és megnyerte Guadalajarában a WTA1000-es tornát.
- Cori Gauff Grand Slam-döntős volt a Roland Garroson.
- María Szákari három WTA-döntőt játszott a szezonban.
- Caroline Garcia három tornát nyert, és Grand Slam-elődöntős volt.
- Arina Szabalenka egész évben egyenletesen teljesített.
- Darja Kaszatkina ebben az évben először jutott Grand Slam-elődöntőbe, és két egyéni címet szerzett.

### Egymás elleni eredmények
|   | Versenyző        | Świątek | Dzsábir | Pegula | Gauff | Szákari | Garcia | Szablenka | Kaszatkina | Össz. | Idei eredm. |
| - | ---------------- | ------- | ------- | ------ | ----- | ------- | ------ | --------- | ---------- | ----- | ----------- |
| 1 | Iga Świątek      |         | 3–2     | 4−1    | 4−0   | 2−3     | 1−1    | 4−1       | 4−1        | 22–9  | 64–8        |
| 2 | Unsz Dzsábir     | 2−3     |         | 3−2    | 2–3   | 2−1     | 3–0    | 1−2       | 4−2        | 17–13 | 46–15       |
| 3 | Jessica Pegula   | 1–4     | 2−3     |        | 1−0   | 2−3     | 2–2    | 1–3       | 1–0        | 10–15 | 42–18       |
| 4 | Cori Gauff       | 0−4     | 3–2     | 0−1    |       | 1−4     | 2–1    | 3−1       | 0−2        | 9–15  | 38–19       |
| 5 | María Szákari    | 3−2     | 1−2     | 3−2    | 4−1   |         | 0−2    | 2−4       | 1–4        | 14–17 | 37–22       |
| 6 | Caroline Garcia  | 1−1     | 0−3     | 2−2    | 1−2   | 2−0     |        | 2−2       | 1−1        | 9–11  | 41–19       |
| 7 | Arina Szabalenka | 1−4     | 2−1     | 3–1    | 1−3   | 4–2     | 2−2    |           | 3−2        | 16–15 | 30–20       |
| 8 | Darja Kaszatkina | 1−4     | 2–4     | 0−1    | 2−0   | 4−1     | 1–1    | 2–3       |            | 12–14 | 40–20       |

### Csoportmérkőzések
- Alt = helyettesítő
- r = feladta

#### Tracy Austin csoport
|   |                  | Świątek  | Gauff       | Garcia           | Kaszatkina       | Gy–V | Szett Gy–V | Játék Gy–V | Helyezés |
| 1 | Iga Świątek      |          | 6–3, 6–0    | 6–3, 6–2         | 6–2, 6–3         | 3–0  | 6–0        | 36–13      | 1.       |
| 4 | Cori Gauff       | 3–6, 0–6 |             | 4–6, 3–6         | 6–7(6), 3–6      | 0–3  | 0–6        | 19–37      | 4.       |
| 6 | Caroline Garcia  | 3–6, 2–6 | 6–4, 6–3    |                  | 4–6, 6–1, 7–6(5) | 2–1  | 4–3        | 34–32      | 2.       |
| 8 | Darja Kaszatkina | 2–6, 3–6 | 7–6(6), 6–3 | 6–4, 1–6, 6–7(5) |                  | 1–2  | 3–4        | 31–38      | 3.       |

#### Nancy Richey csoport
|   |                  | Dzsábir          | Pegula         | Szákari        | Szabalenka       | Gy–V | Szett Gy–V | Játék Gy–V | Helyezés |
| 2 | Unsz Dzsábir     |                  | 1–6, 6–3, 6–3  | 2–6, 3–6       | 6–3, 6–7(5), 5–7 | 1–2  | 3–5        | 35–41      | 3.       |
| 3 | Jessica Pegula   | 6–1, 3–6, 3–6    |                | 6–7(6), 6–7(4) | 3–6, 5–7         | 0–3  | 1–6        | 32−40      | 4.       |
| 5 | María Szákari    | 6–2, 6–3         | 7–6(6), 7–6(4) |                | 6–2, 6–4         | 3–0  | 6–0        | 38–23      | 1.       |
| 7 | Arina Szabalenka | 3–6, 7–6(5), 7–5 | 6–3, 7–5       | 2–6, 4–6       |                  | 2–1  | 4–3        | 36–37      | 2.       |

### Döntők
|  | Elődöntők | Elődöntők        | Elődöntők | Elődöntők       | Elődöntők |   |   | Döntő            | Döntő | Döntő | Döntő | Döntő |  |
|  |           |                  |           |                 |           |   |   |                  |       |       |       |       |  |
|  | 1         | Iga Świątek      | 2         | 6               | 1         |   |   |                  |       |       |       |       |  |
|  | 1         | Iga Świątek      | 2         | 6               | 1         |   |   |                  |       |       |       |       |  |
|  | 7         | Arina Szabalenka | 6         | 2               | 6         |   |   |                  |       |       |       |       |  |
|  | 7         | Arina Szabalenka | 6         | 2               | 6         |   | 7 | Arina Szabalenka | 64    | 4     |       |       |  |
|  |           |                  |           |                 |           |   | 7 | Arina Szabalenka | 64    | 4     |       |       |  |
|  |           |                  | 6         | Caroline Garcia | 7         | 6 |   |                  |       |       |       |       |  |
|  | 6         | Caroline Garcia  | 6         | Caroline Garcia | 7         | 6 | 6 | 6                |       |       |       |       |  |
|  | 6         | Caroline Garcia  |           |                 |           |   |   |                  |       |       |       |       |  |
|  | 5         | María Szákari    | 3         | 2               |           |   |   |                  |       |       |       |       |  |

## Párosok

### Kvalifikációt szerzett párosok
| # | Versenyzők                            | Pont | Kvalifikáció dátuma |
| - | ------------------------------------- | ---- | ------------------- |
| 1 | Barbora Krejčíková Kateřina Siniaková | 4651 | szeptember 12.      |
| 2 | Gabriela Dabrowski Giuliana Olmos     | 4335 | szeptember 26.      |
| 3 | Cori Gauff Jessica Pegula             | 4086 | október 14.         |
| 4 | Veronyika Kugyermetova Elise Mertens  | 3770 | október 13.         |
| 5 | Ljudmila Kicsenok Jeļena Ostapenko    | 3745 | október 13.         |
| 6 | Hszü Ji-fan Jang Csao-hszüan          | 3580 | október 19.         |
| 7 | Anna Danilina Beatriz Haddad Maia     | 3235 | október 22.         |
| 8 | Desirae Krawczyk Demi Schuurs         | 3180 | október 20.         |

A Barbora Krejčíková–Kateřina Siniaková cseh páros 2022-ben három Grand Slam-tornán győzött: az Australian Openen, Wimbledonban és a US Openen. Emellett elődöntősök voltk a WTA1000-es guadaljarai tornán, valamint a WTA250-es clevelandi tornán, míg a WTA1000-es katari tornán a negyeddöntőig jutottak.
A Gabriela Dabrowski–Giuliana Olmos kanadai–mexikói kettős győzött a WTA1000-es madridi tornán, valamint a WTA500-as tokiói versenyen. Döntőt játszottak az 1000-es tornán Rómában és az 500-as tornán San Diegóban. Elődöntősök voltak az 1000-es Indian Wells-i és torontói tornákon, valamint az 500-as San Joséban rendezett tornán. Negyeddöntőig jutottak a US Openen, Guadalajarában és a WTA1000-es kategóriájú tornán Masonban.
A Cori Gauff–Jessica Pegula amerikai kettős három tornagyőzelmet ért el az évben: első helyet szereztek WTA1000-es tornán Torontóban és Katarban, valamint 500-as tornán San Diegóban. Döntőt játszottak a Roland Garroson, emellett három alkalommal jutottak negyeddöntőbe: 1000-es tornán Mdriban és Guadaajarában, és 500-as tornán Dubajban.
A Veronyika Kugyermetova–Elise Mertens orosz–belga páros győzött Dubajban és három alkalommal szerepeltek döntőben: a Miamai Openen, Katarban és Rosmalenben. Elődöntősök voltak az Australian Openen, az 1000-es tornán Masonban, valamint az 500-as tokiói tornán.
A Ljudmila Kicsenok–Jeļena Ostapenko ukrán–lett páros győzött az 1000-es masoni tornán, valamint Birminghamben. Döntőt játszottak Eastbourne-ben és Dubajban, elődöntősök voltak a Roland Garroson és Madridban, emellett egy negyeddöntőjük volt Guadaljarában.
A Hszü Ji-fan–Jang Csao-hszüan kínai páros győzött Indian Wellsben és San Joséban, négy alkalommal szerepeltek elődöntőben: Guadalajarában, Eastbourne-ben, Dubajban és Sydney-ben. A negyeddöntőig jutottak a Roland Garroson és Rómában.
Az Anna Danilina–Beatriz Haddad Maia kazah–spanyol páros győzött Sydneyben, döntőt játszottak az Australian Openen és Guadalajarában, elődöntősük voltak Ostravában és negyeddöntősök Masonban.
A Desirae Krawczyk–Demi Schuurs amerikai–holland páros nyerte a WTA500-as stuttgarti tornát, döntősök voltak a WTA1000-es madridi versenyen, négyszer jutottak az elődöntőig: Masonban, Rómában, San Diegóban és Tokióban.
A tartalék párosok: Nicole Melichar-Martinez–Ellen Perez amerikai–ausztrál, valamint a francia Kristina Mladenovic–Caroline Garcia páros.
- Barbora Krejčíková
- Kateřina Siniaková
- Gabriela Dabrowski
- Giuliana Olmos
- Cori Gauff
- Jessica Pegula
- Veronyika Kugyermetova
- Elise Mertens
- Ljudmila Kicsenok
- Jeļena Ostapenko
- Hszü Ji-fan
- Jang Csao-hszüan
- Anna Danilina
- Beatriz Haddad Maia
- Desirae Krawczyk
- Demi Schuurs

### A párosok egymás elleni eredményei
|   | Versenyző                             | Krejčíková Siniaková | Dabrowski Olmos | Gauff Pegula | Kugyermetova Mertens | Kicsenok Ostapenko | Hszü Jang | Danilina Haddad Maia | Krawczyk Schuurs | Össz. | Idei eredm. |
| - | ------------------------------------- | -------------------- | --------------- | ------------ | -------------------- | ------------------ | --------- | -------------------- | ---------------- | ----- | ----------- |
| 1 | Barbora Krejčíková Kateřina Siniaková |                      | 1–0             | 0–0          | 1–0                  | 2−1                | 0–0       | 1–1                  | 0−0              | 5–2   | 23–3        |
| 2 | Gabriela Dabrowski Giuliana Olmos     | 0–1                  |                 | 0−1          | 0−1                  | 1−1                | 0–1       | 0–1                  | 2–0              | 3–5   | 35–18       |
| 3 | Cori Gauff Jessica Pegula             | 0–0                  | 1−0             |              | 1–0                  | 1−0                | 1–1       | 0–1                  | 2−1              | 6–3   | 19–6        |
| 4 | Veronyika Kugyermetova Elise Mertens  | 0−1                  | 1–0             | 0−1          |                      | 1−1                | 2−1       | 0−0                  | 0−0              | 4–4   | 26–9        |
| 5 | Ljudmila Kicsenok Jeļena Ostapenko    | 1−2                  | 1−1             | 0−1          | 1−1                  |                    | 1−2       | 1–0                  | 0–0              | 5–7   | 33–13       |
| 6 | Hszü Ji-fan Jang Csao-hszüan          | 0−0                  | 1−0             | 1−1          | 1−2                  | 2−1                |           | 0−0                  | 0−2              | 4–6   | 28–19       |
| 7 | Anna Danilina Beatriz Haddad Maia     | 1−1                  | 1−0             | 1−0          | 0−0                  | 0−1                | 0−0       |                      | 1−0              | 4–2   | 21–11       |
| 8 | Desirae Krawczyk Demi Schuurs         | 0−0                  | 0–2             | 1−2          | 0−0                  | 0−0                | 2−0       | 0–1                  |                  | 3–5   | 29–15       |

### A párosok csoportmérkőzései

#### Rosie Casals csoport
|   |                                       | Krejčíková Siniaková | Gauff Pegula     | Hszü Jang        | Krawczyk Schuurs | Gy–V | Szett Gy–V | Játék Gy–V | Helyezés |
| 1 | Barbora Krejčíková Kateřina Siniaková |                      | 6–2, 6–1         | 6–3, 6–3         | 6–4, 6–3         | 3–0  | 6–0        | 36–16      | 1.       |
| 3 | Cori Gauff Jessica Pegula             | 2–6, 1–6             |                  | 4–6, 6–4, [7–10] | 6–3, 0–6, [5–10] | 0–3  | 2–6        | 19–33      | 4.       |
| 6 | Hszü Ji-fan Jang Csao-hszüan          | 3–6, 3–6             | 6–4, 4–6, [10–7] |                  | 6–7(2), 3–6      | 1–2  | 2–5        | 26–35      | 3.       |
| 8 | Desirae Krawczyk Demi Schuurs         | 4–6, 3–6             | 3–6, 6–0, [10–5] | 7–6(2), 6–3      |                  | 2–1  | 4–3        | 30–27      | 2.       |

#### Pam Shrivers csoport
|   |                                      | Dabrowski Olmos      | Kugyermetova Mertens | Kicsenok Ostapenko   | Danilina Haddad Maia | Gy–V | Szett Gy–V | Játék Gy–V  | Helyezés |
| 2 | Gabriela Dabrowski Giuliana Olmos    |                      | 6–7(5), 2–6          | 7–6(5), 2–6, [12–10] | 5–7, 0–6             | 1–2  | 2–5 (29%)  | 23–38 (38%) | 4.       |
| 4 | Veronyika Kugyermetova Elise Mertens | 7–6(5), 6–2          |                      | 3–6, 6–1, [10–6]     | 6–4, 6–3             | 3–0  | 6–1        | 35–22       | 1.       |
| 5 | Ljudmila Kicsenok Jeļena Ostapenko   | 6–7(5), 6–2, [10–12] | 6–3, 1–6, [6–10]     |                      | 6–7(7), 6–4, [10–8]  | 1–2  | 4–5 (44%)  | 32–31 (51%) | 2.       |
| 7 | Anna Danilina Beatriz Haddad Maia    | 7–5, 6–0             | 4–6, 3–6             | 7–6(7), 4–6, [8–10]  |                      | 1–2  | 3–4 (43%)  | 31–30 (51%) | 3.       |

A holtverseny eldöntése: 1. győzelmek száma; 2. mérkőzések száma; 3. két páros holtersenye esetén az egymás elleni eredmény; 4. három páros holtvversenye esetén, (a) a nyert szettek aránya (ha ennek eredményeként két páros marad, akkor az egymás elleni eredmény), majd (b) a nyert játszmák számának aránya (ha ennek eredményeként két páros marad, akkor az egymás elleni eredmény), majd (c) WTA ranglista szerinti helyezés.

### Döntők
|  | Elődöntők | Elődöntők                             | Elődöntők | Elődöntők                            | Elődöntők |   |                                       | Döntő | Döntő | Döntő | Döntő | Döntő |  |
|  |           |                                       |           |                                      |           |   |                                       |       |       |       |       |       |  |
|  | 1         | Barbora Krejčíková Kateřina Siniaková | 7         | 6                                    |           |   |                                       |       |       |       |       |       |  |
|  | 1         | Barbora Krejčíková Kateřina Siniaková | 7         | 6                                    |           |   |                                       |       |       |       |       |       |  |
|  | 5         | Ljudmila Kicsenok Jeļena Ostapenko    | 65        | 2                                    |           |   |                                       |       |       |       |       |       |  |
|  | 5         | Ljudmila Kicsenok Jeļena Ostapenko    | 65        | 2                                    |           | 1 | Barbora Krejčíková Kateřina Siniaková | 2     | 6     | [9]   |       |       |  |
|  |           |                                       |           |                                      |           | 1 | Barbora Krejčíková Kateřina Siniaková | 2     | 6     | [9]   |       |       |  |
|  |           |                                       | 4         | Veronyika Kugyermetova Elise Mertens | 6         | 4 | [11]                                  |       |       |       |       |       |  |
|  | 4         | Veronyika Kugyermetova Elise Mertens  | 4         | Veronyika Kugyermetova Elise Mertens | 6         | 4 | [11]                                  | 6     | 6     |       |       |       |  |
|  | 4         | Veronyika Kugyermetova Elise Mertens  |           |                                      |           |   |                                       |       |       |       |       |       |  |
|  | 8         | Desirae Krawczyk Demi Schuurs         | 1         | 1                                    |           |   |                                       |       |       |       |       |       |  |

## Kapcsolódó szócikk
- 2022-es WTA-szezon